# تنوریت
تنوریت (به انگلیسی: Tenorite) با فرمول شیمیایی CuO از مجموعه کانی هاست و  دارای شکستگی تقریباْ ناصاف است. از نام یک گیاه‌شناس ایتالیایی (M.Tenore) گرفته شده‌است.  قابل حل در HCl و HNO3 Cu:۷۹٫۸۹٪  O:۲۰٫۱۱٪   از نظر شکل بلور: منشوری - پهن و کوتاه، رنگ: خاکستری فولادی تا سیاه، شفافیت: کدر(اپاک)، شکستگی: ناصاف، جلا: فلزی - چرب، رخ: نامشخص، سیستم تبلور: مونوکلینیک و در رده‌بندی اکسید است  و منشأ تشکیل آن ثانوی است.
همایند کانی‌شناسی (پارانژ) آن - کالکوزین- کوپریت- لیمونیت است.
، از نظر ژیزمان  بلور - اگرگات کمیاب ; آلمان غربی و شرقی، رومانی، اسپانیا و... یافت می‌شود.

## منبع
- پردیس کشاورزی ایران